# G弦上的你和我
《G弦上的你和我》是日本漫畫家育江綾創作的日本漫畫作品。於集英社漫畫雜誌《Cocohana》2013年1月号刊載單篇，2018年6月号開始不定期連載。單行本全4卷。
2019年10月改編成電視劇，由波瑠主演。

## 劇情簡介
為了結婚而辭職的小暮也映子，卻被結婚對象甩了，原本絕望的她在唱片店尋找失戀歌曲，無意間聽到了一首曲子《G弦上的咏叹调》而被深深吸引，決心去上小提琴教室，只為了能夠演奏出那首曲子。

## 登場人物
小暮 也映子
25歲的前上班族。離職當天被結婚對象以有喜歡的人為由，而被悔婚。為了尋找失戀歌曲來療傷而前往CD店，被店裡播放的背景音樂「G弦上的詠嘆調」深深吸引，為了演奏出這首曲子，突發奇想決心去學小提琴。
北河 幸惠
41歲的兼職主婦。有一名正在練習小提琴的小学5年級的女兒多實，為了跟她一起演奏，而開始練習拉小提琴。
加瀨 理人
19歲的大學生。喜歡哥哥之前的未婚妻真於。
久住 真於
小提琴講師。理人哥哥的前未婚妻。
加瀨 侑人
理人的哥哥。已婚。
清水 結愛
和理人同個居酒屋打工的女子大學生。正在追求理人。

## 出版書籍
| 卷數 | 集英社        | 集英社                 | 東立出版社    | 東立出版社             |
| 卷數 | 發售日期      | ISBN                   | 發售日期      | ISBN                   |
| ---- | ------------- | ---------------------- | ------------- | ---------------------- |
| 1    | 2014年4月25日 | ISBN 978-4-08-845199-2 | 2016年5月3日  | ISBN 978-986-431-415-7 |
| 2    | 2015年8月25日 | ISBN 978-4-08-845440-5 | 2017年11月9日 | ISBN 978-986-431-416-4 |
| 3    | 2017年3月24日 | ISBN 978-4-08-845740-6 |               |                        |
| 4    | 2018年6月25日 | ISBN 978-4-08-844034-7 |               |                        |

## 電視劇
2019年10月15日至12月17日期間於TBS電視台時段「週二連續劇」進行放送。主演為波瑠。

### 劇情大綱
小暮也映子為了準備結婚辭去工作，不料竟慘遭悔婚！萬念俱灰又無所事事的她，因為偶然聽到的「G弦之歌」獲得了心靈上的救贖，於是下定決心開始學習小提琴，並在小提琴教室結識了暗戀著老師的大學生加瀨理人、以及想逃離婆媳問題的中年主婦北河幸惠。有著各自煩惱的三人，在琴聲交錯中展開了人生的新樂章…

### 演員列表

#### 主要人物
- 小暮也映子 - 波瑠（香港配音：陳琴雲）
- 加瀬理人 - 中川大志；荒木飛羽（少年）（香港配音：黃積權）
- 北河幸恵 - 松下由樹（香港配音：陸惠玲）
- 久住眞於→庄野眞於 - 櫻井由紀[3]（香港配音：劉惠雲）
- 加瀬侑人 - 鈴木伸之[3]（香港配音：關令翹）
- 加瀬芙美 - 滝沢カレン[4]（香港配音：黃昕瑜）
- 渡辺晴香 - 真魚[5]（香港配音：魏惠娥）

#### 並木樂器音樂教室
- 庄野眞盛 - 永野宗典（香港配音：李錦綸）

#### 北河家
- 北河多実 - 矢崎由紗（香港配音：凌晞）
- 北河弘章 - 小木博明[6]（香港配音：張錦江）
- 北河由実子 - 夏樹陽子（香港配音：黃麗芳）

#### 加瀬家
- 加瀬敏美 - 長野里美（香港配音：梁少霞）
- 加瀬良太郎 - 信太昌之（香港配音：招世亮）

#### その他
- 村野智史 - 森岡龍（香港配音：劉奕希）
- 清水結愛 - 小西はる（香港配音：陳皓宜）
- 小暮洋子 - 池谷のぶえ（香港配音：林丹鳳）
- 小暮健治 - 日野陽仁（香港配音：陳永信）
- コーちゃん - きづき（香港配音：張方正）
- 金髪の青年 - 喜矢武豊（香港配音：鍾見麟）
- Hello Work的相談員 - 山岸門人
- 介護認定調査員 - 工藤宏二郎
- 戴眼鏡女性 - 長屋晴子（绿黄色社会）[7]
- 白鳥敬一 - 江成和己（日语：えなりかずき）（香港配音：曹啟謙）
- 梶谷教授 - 明星真由美
- 男性店員 - 前野朋哉（香港配音：葉振聲）
- 亮介（晴香的丈夫） - アキラ100%（香港配音：陳欣）

### 製作人員
- 原作 - 育江綾
- 脚本 - 安達奈緒子
- 音樂 - 末廣健一郎、MAYUKO
- 主題曲 - 绿黄色社会「sabotage」（Sony Music Labels）[8]（第七集片尾使用原聲音樂[9]）
- 小提琴指導、監修 - 上地芙実
- 小提琴教室協力 - YAMAHA、Yamaha Music Foundation
- 樂器協力 - 弦樂器YAMASHITA
- 小提琴教室監修 - 秋久知美
- 鋼琴協力 - 中嶋純子、青木沙也果
- 主要製作人 - 磯山晶
- 製作人 - 佐藤敦司
- 演出 - 金子文紀、竹村謙太郎、福田亮介、坂上卓哉
- 製作著作 - TBS SPARKLE、TBS

### 播放日程
| 話数                                                                      | 放送日   | 標題 | 專欄 | 演出       | 收視率 |
| ------------------------------------------------------------------------- | -------- | ---- | ---- | ---------- | ------ |
| 第1話                                                                     | 10月15日 |      |      | 金子文紀   | 7.8%   |
| 第2話                                                                     | 10月22日 |      |      | 金子文紀   | 8.8%   |
| 第3話                                                                     | 10月29日 |      |      | 竹村謙太郎 | 7.3%   |
| 第4話                                                                     | 11月5日  |      |      | 福田亮介   | 6.9%   |
| 第5話                                                                     | 11月12日 |      |      | 金子文紀   | 6.7%   |
| 第6話                                                                     | 11月19日 |      |      | 竹村謙太郎 | 6.7%   |
| 第7話                                                                     | 11月26日 |      |      | 福田亮介   | 8.6%   |
| 第8話                                                                     | 12月3日  |      |      | 坂上卓哉   | 7.6%   |
| 第9話                                                                     | 12月10日 |      |      | 竹村謙太郎 | 6.5%   |
| 最終話                                                                    | 12月17日 |      |      | 金子文紀   | 9.6%   |
| 平均收視率 7.7%（收視率由Video Research調查關東地區、市區的即時統計資料） |          |      |      |            |        |

## 外部連結
- 連載作品介紹頁面《G弦上的你和我》 （页面存档备份，存于）
- 週二電視劇『G弦上的你和我』- TBS （页面存档备份，存于）
  - 週二電視劇「G弦上的你和我」@TBS的X（前Twitter）
  - 【官方】10月期 週二電視劇「G弦上的你和我」的Instagram帳戶

| 日本 TBS電視台 週二連續劇            | 日本 TBS電視台 週二連續劇                          | 日本 TBS電視台 週二連續劇 |
| ------------------------------------ | -------------------------------------------------- | ------------------------- |
|                                      | G弦上的你和我 （2019.10.15－2019.12.17）           |                           |
| 天國餐館 （2019.07.10 - 2019.09.10） | 戀愛可以持續到天長地久 （2020.01.14 - 2020.03.17） |                           |